# Salto em grandes alturas no Campeonato Mundial de Esportes Aquáticos de 2017 - Feminino
A prova do salto em grandes alturas feminino é um dos eventos do Campeonato Mundial de Esportes Aquáticos de 2017 que foi realizado entre os dias 28 de julho e 29 de julho de 2017 na cidade de Budapeste, na Hungria. 

## Medalhistas
| Ouro                   | Prata                 | Bronze                 |
| Rhiannan Iffland (AUS) | Adriana Jiménez (MEX) | Yana Nestsiarava (BLR) |

## Resultados
A primeira rodada ocorreu no dia 28 de julho com início às 12:30. , as demais rodadas ocorreram no dia 29 de julho com início às 12:15.
| Pos.              | Saltador           | Nacionalidade  | Rodada 1 | Rodada 2 | Rodada 3 | Rodada 4 | Total  |
| ----------------- | ------------------ | -------------- | -------- | -------- | -------- | -------- | ------ |
| Medalha de ouro   | Rhiannan Iffland   | Austrália      | 66.30    | 66.30    | 91.20    | 96.90    | 320.70 |
| Medalha de prata  | Adriana Jiménez    | México         | 66.30    | 62.40    | 70.20    | 110.00   | 308.90 |
| Medalha de bronze | Yana Nestsiarava   | Bielorrússia   | 62.40    | 62.40    | 83.60    | 95.55    | 303.95 |
| 4                 | Tara Tira          | Estados Unidos | 66.30    | 68.90    | 73.10    | 91.20    | 299.50 |
| 5                 | Anna Bader         | Alemanha       | 67.60    | 63.70    | 66.30    | 85.80    | 283.40 |
| 6                 | Cesilie Carlton    | Estados Unidos | 62.40    | 54.60    | 66.30    | 87.40    | 270.70 |
| 7                 | Helena Merten      | Austrália      | 62.40    | 65.00    | 64.35    | 75.60    | 267.35 |
| 8                 | Jacqueline Valente | Brasil         | 57.20    | 53.30    | 48.30    | 94.60    | 253.40 |
| 9                 | Ginger Huber       | Estados Unidos | 53.30    | 66.30    | 47.50    | 79.80    | 246.90 |
| 10                | Iris Schmidbauer   | Alemanha       | 48.10    | 52.00    | 59.20    | 58.90    | 218.20 |

Legenda
| Recorde mundial       | Recorde mundial (World record)               |                       | Recorde africano                      | Recorde africano (African) |                                           | Q | Classificado por posição (Qualified) |
| Recorde do campeonato | Recorde do campeonato (Championship record)  | Recorde da América    | Recorde da América (Americas)         | q                          | Classificado por melhor tempo (Qualified) |   |                                      |
| Melhor marca do ano   | Melhor marca do ano (World leading)          | Recorde asiático      | Recorde asiático (Asian)              | DNS                        | Não largou (Did not start)                |   |                                      |
| Recorde nacional      | Recorde nacional (National record)           | Recorde europeu       | Recorde europeu (European)            | DNF                        | Não terminou (Did not finish)             |   |                                      |
| Recorde pessoal       | Recorde pessoal do atleta (Personal best)    | Recorde da Oceania    | Recorde da Oceania (Oceania)          | DSQ / DQ                   | Desclassificado (Disqualified)            |   |                                      |
| Recorde da temporada  | Recorde da temporada do atleta (Season best) | Recorde sul-americano | Recorde sul-americano (South America) | NM                         | Sem marca (No mark)                       |   |                                      |